# Yip Man
Yip Man (葉問T, ye-wenP; 葉繼問T, ye-chi-wenP; Foshan, 1º ottobre 1893 – Hong Kong, 2 dicembre 1972) è stato un insegnante cinese di arti marziali, in lingua locale shifu; fu il primo maestro di Wing Chun a insegnare liberamente e apertamente questa arte marziale. Dopo avere insegnato lo stile del Wing Chun nel suo paese milioni di altri seguaci sparsi in tutta la Cina appresero la sua arte marziale.
Tra gli allievi di Yip Man ci fu Bruce Lee tra il 1954 e il 1957. Yip nella sua vita fu un uomo molto generoso, onesto ed educato che, nonostante la ridotta stazza fisica, riusciva ad avere potenza e velocità non paragonabili ad un uomo medio della stessa taglia e peso riuscendo a sconfiggere grandi maestri di arti marziali o altri stili di combattimento e masse di altri combattenti minori.
Dai 6 ai 12 anni inizia ad apprendere il Wing Chun da Chan Wah-shun, dai 13 anni, invece, con Ng Chung-sok, assistente del maestro. A 16 va a scuola al St. Stephen's College a Hong Kong. In questo periodo conosce Leung Bik, figlio del Gran Maestro Leung Jan, e si allena con lui per 4 anni, studiando inoltre in modo approfondito con Yuen Kai Shan, grande amico di famiglia.
A Hong Kong, durante l'invasione giapponese della Cina, fonda la sua scuola di Wing Chun. Nel 1967 fonda con alcuni suoi studenti la Hong Kong Wing Chun Athletic Association (香港詠春拳體育會).

## Biografia

### Giovinezza
Yip è il terzo dei quattro figli di Yip Oi-dor e di Ng Shui. La sua era una famiglia ricca di Foshan nella regione di Guangdong ed era composta anche dal primogenito, Yip Kai-gak, da sua sorella maggiore Yip Wan-mei e da sua sorella minore Yip Wan-hum. Yip ricevette una tradizionale educazione cinese.
Yip iniziò a imparare il Wing Chun da Chan Wah-shun quando aveva 6 anni. Visto che Chan aveva 70 anni in quel momento, Yip fu il suo ultimo studente. A causa dell'età del suo maestro, Yip imparò la maggior parte delle tecniche dal secondo discepolo di Chan, Ng Chung-sok. Chan morì tre anni dopo e uno dei suoi ultimi desideri fu che Ng continuasse l'insegnamento a Yip.
All'età di 15 anni, Yip si trasferì a Hong Kong con l'aiuto del suo parente Leung Fut-ting. Un anno dopo si iscrisse al St. Stephen's College, una scuola di secondo livello per famiglie ricche risiedenti a Hong Kong. Durante la sua permanenza nella scuola, Yip vide un ufficiale di polizia straniero picchiare una donna e intervenne per difenderla. L'ufficiale di polizia cercò di attaccare Yip, ma quest'ultimo lo buttò a terra e corse verso scuola con i compagni.

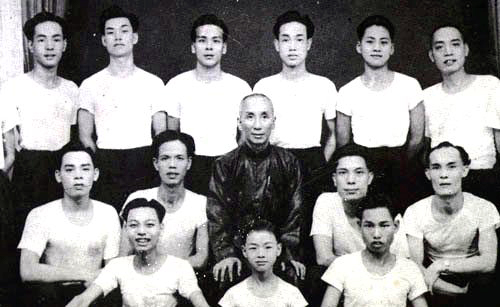
Yip Man (al centro) insieme ai suoi studenti

I suoi compagni raccontarono la vicenda a un anziano che chiese a Yip quale arte marziale praticasse dicendogli poi che il suo stile non era così buono. L'anziano sfidò Yip Man nel chi sao, una forma di allenamento che comportava attacco e difesa controllati, Yip vide quindi l'opportunità di provare che le sue abilità erano buone, ma venne sconfitto dall'uomo molto velocemente. L'uomo si rivelò essere Leung Bik, primo allievo di Chan Wah-shun e figlio del suo maestro, Leung Jan. Dopo quello scontro Yip continuò a imparare da Leung Bik.
Yip tornò a Foshan all'età di 24 anni.. Yip non aprì mai ufficialmente una scuola: insegnò soltanto ad amici e parenti, ma non a tutti. Alcuni dei suoi studenti informali più famosi furono Lok Yiu, Chow Kwong-yue (周光裕), Kwok Fu (郭富), Lun Kah (倫佳), Chan Chi-sun (陳志新) e Lui Ying (呂應). Tra essi il migliore fu Chow Kwong-yue, ma costui si dedicò al commercio e abbandonò le arti marziali.
Kwok Fu e Lun Kah iniziarono l'insegnamento e diffusero l'arte del Wing Chun nella regione di Foshan e Guangdong. Cahn Chi-sun e Lui Ying si trasferirono a Hong Kong ma nessuno dei due accettò studenti. Yip andò a vivere con Kwok Fu durante la seconda guerra sino-giapponese e tornò a Foshan soltanto alla fine della guerra, dove continuò la sua carriera come ufficiale di polizia. Yip lasciò Foshan per Hong Kong nel 1949 dopo che il Partito Comunista Cinese prese il potere.

### Vita a Hong Kong
Inizialmente, gli affari della scuola di Yip Man furono scarsi perché i suoi studenti stavano nella sua scuola solo un paio di mesi. Spostò la sua scuola due volte, la prima volta a Castle Peak Road a Sham Shui Po e la seconda volta a Lee Tat Street (利達街) a Yau Ma Tei. Per allora alcuni dei suoi studenti erano diventati molto abili nel Wing Chun e poterono aprire delle proprie scuole. Alcuni dei suoi studenti e discendenti affrontarono avversari abili in altre arti marziali per dimostrare le loro qualità e le loro vittorie aumentarono la reputazione di Yip. Nel 1967, Yip e alcuni studenti fondarono l'Hong Kong Wing Chun Athletic Association (香港詠春拳體育會).

### Morte ed eredità

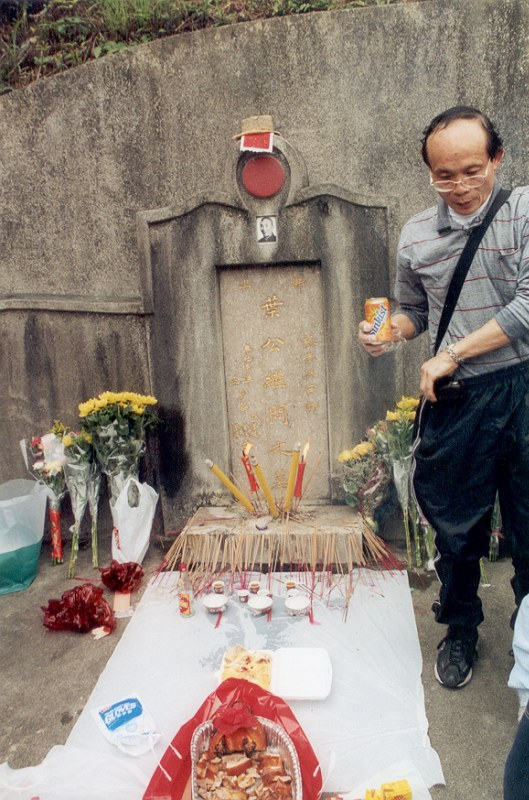
La tomba di Yip Man nel cimitero di Wu Tip Shan, a Hong Kong

Yip morì il 2 dicembre del 1972 a causa di un cancro alla gola.
Circa 6 settimane prima della sua morte e resosi conto del poco tempo rimasto a sua disposizione, Yip Man decise di documentare in video la sua forma di Wing Chun, effettuando delle riprese in Super 8 con l'assistenza dei suoi figli e dell'allievo Lau Hon Lam. Si pensa che le sue condizioni di salute gli permisero di eseguire solamente le forme di Siu Nim Tau, Cham kiu e Muk Yan Chong, tuttavia su YouTube ci sono filmati di almeno un elemento della forma del bastone lungo (lok dim boon kwan) e fotogrammi di altri elementi della stessa forma si possono trovare in diversi siti internet.
Nel suo libro Inner Wing Tsun Keith Kernspecht asserisce di essere il possessore del filmato originale in cui Yip Man dimostra l'intera forma di bastone lungo, di averne data una copia anche al suo maestro Leung Ting e che le foto e frammenti circolanti in internet derivano da quel filmato. Inoltre alcune foto di Yip Man con i doppi coltelli potrebbero essere state estratte da fotogrammi delle riprese della forma dei doppi coltelli (baat chum dao). È possibile quindi che i filmati delle ultime tre forme non siano semplicemente mai stati resi pubblici.
L'eredità di Yip è la pratica del Wing Tsun a livello mondiale. Tra gli studenti più importanti troviamo: Leung Sheung, Lok Yiu, Chu Shong-tin, Wong Shun-leung (黃淳樑), Wong Kiu (王喬), Shau Yin (兆银), Yip Bo-ching (葉步青), William Cheung, Hawkins Cheung, Bruce Lee (李小龍), Wong Long, Wong Chok, Law Bing, Lee Shing, Ho Kam-ming, Moy Yat (梅逸), Jiu Wan (招允), Duncan Leung, Derek Fung Ping-bor (馮平波), Chris Chan Shing (陳成), Victor Kan, Stanley Chan, Chow Sze-chuen, Tam Lai, Lee Che-kong, Kang Sin-sin, Simon Lau, suo nipote Lo Man-kam, i suoi figli Ip Ching e Ip Chun, Leung Ting.
Yip lasciò anche una storia scritta del Wing Chun. Molti manufatti della sua vita sono esposti al museo "Yip Man Tong" di Foshan in Cina.

## Influenze nella cultura di massa
Alla vita di Yip Man sono ispirati alcuni film semi-biografici:
- Ip Man, film cinese del 2008;
- Ip Man 2, film cinese del 2010;
- Ip Man - The Legend Is Born, film cinese del 2010;
- The Grandmaster, film del 2013 prodotto ad Hong Kong;
- Ip Man - The Final Fight, film cinese del 2013;
- Ip Man 3, film cinese del 2015;
- Master Z - Ip Man Legacy, film cinese del 2018 spin-off diretto di Ip Man 3;
- Ip Man 4, film cinese del 2019;
- Ip Man Kung Fu Master, film cinese del 2019;
- Ip Man Il risveglio, film cinese del 2021.

## Allievi principali
- Bruce Lee
- Choe Tse-Kuen
- William Cheung
- Lo Man Cam
- Moy Yat
- Chu Shong Tin
- Wong Shun Leung
- Ho Kam Ming
- Leung Sheung
- Shau Yin
- Ho Luen
- Lok Yiu
- Siu Yuk Man
- IP Chun (figlio di Yip Man)
- IP Ching (figlio di Yip Man)
- Victor Kan
- Sam Lau

Yip Man e Bruce Lee nel 1958

Molti allievi di Yip Man divennero a loro volta maestri e fondarono proprie scuole.